# Врадиевский элеватор
Врадиевский элеватор (укр. Врадіївський елеватор) — предприятие пищевой промышленности в посёлке городского типа Врадиевка Врадиевского района Николаевской области.

## История
Бетонный элеватор ёмкостью 1 960 тонн был построен в 1924 году возле железнодорожной станции.
В 1928 году были построены деревянный элеватор ЭЛ-5 ёмкостью 5 000 тонн зерна и складские помещения напольного хранения зерна с рабочими башнями.
В 1960 году была сооружена зерноочистительная рабочая башня с привязкой к двум зерновым складам ёмкостью 10 000 тонн.
В соответствии с девятым пятилетним планом развития народного хозяйства СССР в 1975 году были введены в эксплуатацию вспомогательные сооружения: авторазгрузчик, пункт разгрузки железнодорожных вагонов и зерносушилка.
После провозглашения независимости Украины элеватор перешёл в ведение министерства сельского хозяйства и продовольствия Украины.
В марте 1995 года Верховная Рада Украины внесла элеватор в перечень предприятий, приватизация которых запрещена в связи с их общегосударственным значением.
После создания в августе 1996 года государственной акционерной компании "Хлеб Украины" элеватор стал дочерним предприятием ГАК "Хлеб Украины".
После создания 11 августа 2010 года Государственной продовольственно-зерновой корпорации Украины элеватор был включён в состав предприятий ГПЗКУ.
В сентябре 2010 года в ходе проверки условий хранения зерна на элеваторе было выявлено хищение более чем 230 тонн семян подсолнечника на общую сымму свыше 650 тыс. гривен.
27 апреля 2016 года Кабинет министров Украины вынес на рассмотрение Верховной Рады Украины законопроект о возможности приватизации 374 предприятий сельскохозяйственной сферы и 17 объектов транспортной отрасли (в том числе, Врадиевского элеватора).
В дальнейшем, в ходе проверки деятельности предприятия в 2016 году органами прокуратуры было установлено, что в конце 2011 года решением исполнительного комитета Врадиевского поселкового совета целостный имущественный комплекс Врадиевского элеватора был незаконным образом оформлен в частную собственность. 20 сентября 2017 года решение было отменено хозяйственным судом Николаевской области.

## Современное состояние
Основными функциями предприятия являются хранение и переработка зерновых и масличных культур (пшеницы, кукурузы, ячменя, семян рапса и семян подсолнечника).
Общая ёмкость элеватора составляет 111,7 тыс. тонн (в том числе элеваторная - 70 тыс. тонн и складская - 41,7 тыс. тонн).